# スリーマイル島原子力発電所
座標: 北緯40度09分14秒 西経76度43分30秒 / 北緯40.153971度 西経76.724990度

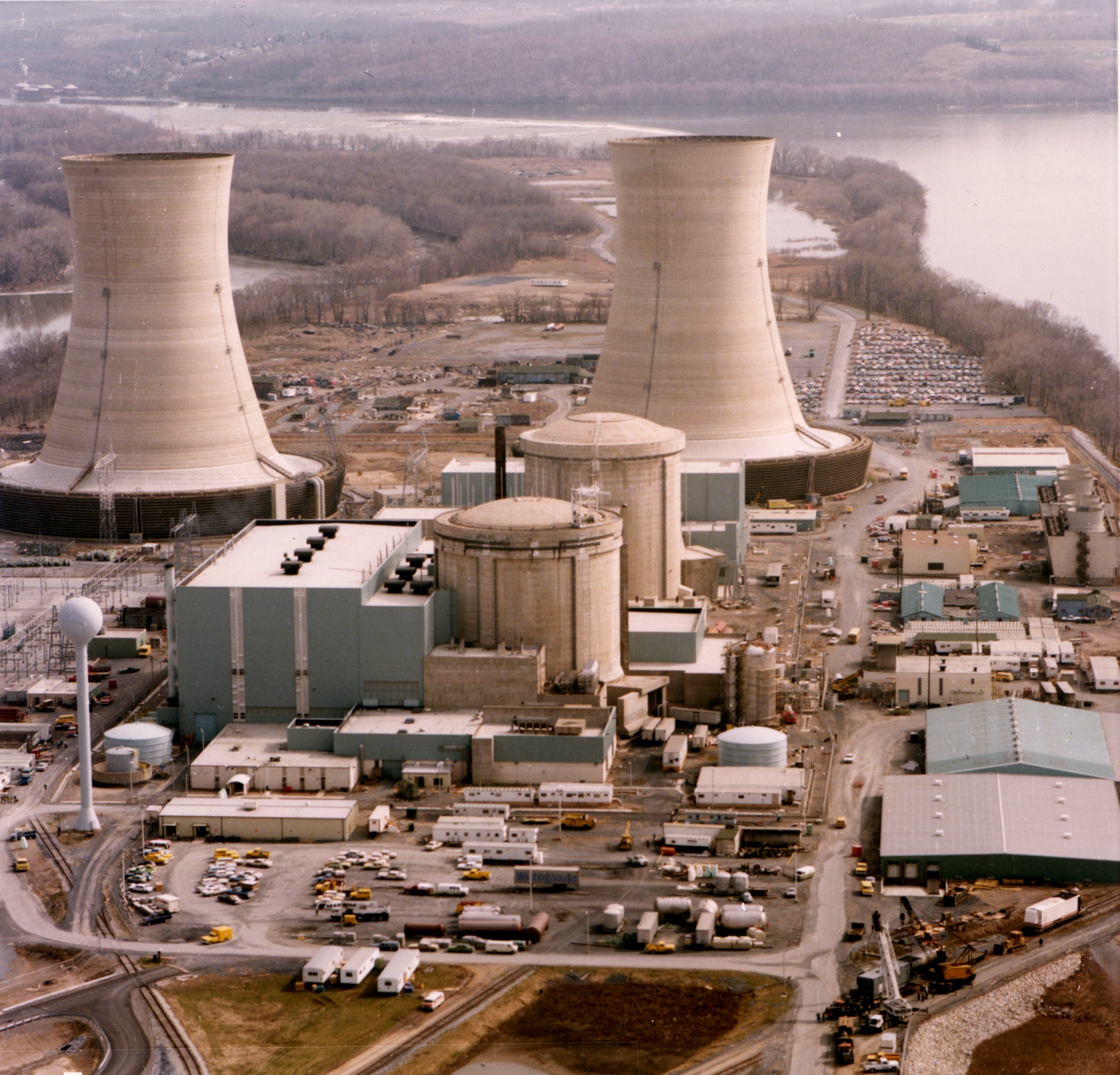
スリーマイル島原子力発電所

スリーマイル島原子力発電所（スリーマイルとうげんしりょくはつでんしょ、英:Three Mile Island Nuclear Generating Station、略称はTMI、スリーマイル原発）は、アメリカの原子力発電所である。ペンシルベニア州ハリスバーグ近くにあるサスケハナ川の中州であるスリーマイル島に建設された。
1979年に、2号機原子炉が炉心溶融事故を起こし、世界的に名前が知られるようになった。残った1号機も2019年9月に運転を停止し、廃炉作業を行っている（後述）。
2024年9月、マイクロソフトとの電力供給契約により再稼働に向かう旨が報道された。

## 概要

### 建設
スリーマイル島原子力発電所は、ゼネラルパブリックユーティリティ社（後にGPUと改名）によって建設された。建設開始は1968年であり、発電開始は1974年9月2日である。実際の運転はGPU社の子会社であるメトロポリタンエジソン社によって行われた。

### 事故
2号機で事故が発生した1979年3月28日の段階では、運営会社がメトロポリタンエジソン社からGPUの新しい子会社、GPUニュークリア社(GPUN)に変更されていた。
GPUN社は1998年まで1号機を運転したが、その後、フィラデルフィア電力エネルギー社(Philadelphia Electric Company Energy:PECO Energy)とブリティッシュエネルギーグループのジョイントベンチャーであるアメジェンエネルギー社(AmerGen Energy Company)に売却した。
その後、PECOはユニコム社(Unicom Corporation)と合併、2000年にエクセロン社(Exelon Corporation)がPECOの出資分を取得した。エクセロン社は2003年にブリティッシュエネルギーグループの出資分も取得し、2017年の段階では、エクセロン社の原子力部門が所有している。
2017年5月30日（現地時間）、エクセロン社が、2019年9月に閉鎖を予定していると発表。主な閉鎖の原因はシェールガスによるエネルギー価格の低下と福島第一原子力発電所事故後の運営コスト上昇による採算性の悪化としている。のちに予定は2019年9月30日に変更となり、同年9月20日、1号機を停止した。今後、核燃料を取り出し約60年かけて廃炉を行う計画である。

### 再稼働
2024年9月20日（現地時間）、米Constellationが、Microsoftと20年間にわたる電力購入契約を締結したと発表。これに伴い、クレーングリーンエネルギーセンター (CCEC) の開設、ならびに、不採算のため2019年に運転を停止した1号機の再稼働が決定したという。

## 設備
|       | 炉形式        | 電気出力 | 運転開始       | 運転終了      | 事故発生      |
| ----- | ------------- | -------- | -------------- | ------------- | ------------- |
| 1号機 | 加圧水型(PWR) | 837MW    | 1974年6月19日  | 2019年9月20日 | N/A           |
| 2号機 | 加圧水型(PWR) | 959MW    | 1978年12月30日 | N/A           | 1979年3月28日 |